# 李侗 (定王)
李侗（757年—762年），唐朝皇子，是唐肃宗的第十三子，张皇后所生，李佋之弟。
从其兄李佋生年推测，李侗当在757年出生。至德二载（757年）十二月，李侗被他父亲唐肃宗封为定王，宝应初年（762年），李侗去世，时年甚幼。